# American Wildcats
American Wildcats ist eine Sportkomödie aus dem Jahr 1986, bei der Goldie Hawn als Hauptdarstellerin und ausführende Produzentin fungierte.

## Handlung
Die Sportlehrerin Molly McGrath träumt von einer Karriere als Footballcoach. Doch als Frau hat sie es in diesem Männersport schwer und darf nur die „Wildcats“, das Footballteam der heruntergekommenen Central High, trainieren.
Die Spieler des Teams, zum größten Teil perspektivlose Teenager aus ärmlichen Verhältnissen, sind alles andere als begeistert darüber, von einer Frau trainiert zu werden, doch durch verschiedene Aktionen, wie z. B. einen knallharten Wettlauf und das Zurückbringen eines gestohlenen Maskottchens, gewinnt Molly den Respekt der Jungs.
Gerade als die „Wildcats“ zu siegen beginnen, muss sich Molly mit privaten Sorgen herumschlagen, denn ihr Ex-Mann versucht, ihr das Sorgerecht für die beiden Töchter entziehen zu lassen. Nun ist es das Team, das seinem weiblichen Coach helfen muss.
Am Ende gewinnen die „Wildcats“ die Meisterschaft, und Molly darf ihre Töchter behalten.

## Kritik
Roger Ebert kritisiert in einem Artikel für die Chicago Sun Times vom 14. Februar 1986, dass die Charaktere in American Wildcats blass bleiben und die einzige interessante Storyline, die Beziehung zwischen Coach Molly McGrath und ihrem Team, nicht konkret entwickelt wird.

## Auszeichnungen
Robyn Lively wurde im Jahr 1987 für den Young Artist Award nominiert.

## Hintergründe
American Wildcats war der erste Film der beiden späteren Hollywoodstars Wesley Snipes und Woody Harrelson, die auch in Weiße Jungs bringen’s nicht (1992) und Money Train (1995) zusammen vor der Kamera standen.